# Georges Bontemps
Georges Bontemps (París, 7 de septiembre de 1799 - París, 14 de noviembre de 1883) fue un ingeniero y vidriero francés.

## Biografía
Fue director de la Manufactura de Choisy-le-Roi (1823-1848), donde desarrolló un método de fabricación de vidrio a gran escala, un tipo de vidrio fino de diversas tonalidades de color. En 1827 inició la producción de opalina y, en 1839, un vidrio de filigrana a imitación del vidrio veneciano. Tras la Revolución francesa de 1848 se exilió al Reino Unido, donde trabajó en la firma Chance Brothers, en Smethwick, cerca de Birmingham. En 1868 publicó su Guide du Verrier, que durante bastante tiempo fue el libro de referencia de la técnica vidriera.

## Distinciones
- Caballero de la Legión de Honor, 1844
- Oficial de la Legión de Honor, 1867

## Publicaciones
- Description du procédé de fabrication du flint-glass et du crown-glass, en el Bulletin de la Société d'Encouragement pour l'Industrie Nationale, 1840
- Exposé historique et pratique des moyens employés pour la fabrication des verres filigranes et du flint-glass et crown-glass, en el Bulletin de la Société d'Encouragement pour l'Industrie Nationale, 1845
- Exposé des moyens employés pour la fabrication des verres filigranés, 1845
- Peinture sur verre au XIXe siècle. Les secrets de cet art sont-ils retrouvés ? Quelques réflexions sur ce sujet aux savants et aux artistes, 1845
- Sur les anciens vitraux colorés des églises et sur les précautions à prendre pour les nettoyer, 1863
- Guide du Verrier, traite historique et pratique de la fabrication des Verres, Cristaux, Vitraux, 1868